# Cachoeira do Capivari
A Cachoeira do Capivari é uma queda-d'água localizada no rio que lhe dá nome, na cidade brasileira de Lençóis, dentro do Parque Nacional da Chapada Diamantina, região central do estado da Bahia.
Uma das atrações naturais do Parque, faz parte de uma trilha considerada difícil em razão dos trechos íngremes, fica localizada próxima à cachoeira do Poção e no mesmo curso d'água da cachoeira do Mixila. Está situada numa altitude de 680 metros.
É voltada ao turismo e como tal "deve ser visitada" como atrativo da "Chapada Turística", sendo também chamada de "Salto do Capivari", ficando ao largo da chamada "estrada velha do garimpo", que ligava Lençóis a Andaraí.
Geologicamente foi descrita por Renato Oliveira Fanha como: "as litologias encontradas no sítio estão inseridas no contexto das Coberturas Mesoproterozoicas do Supergrupo Espinhaço, compreendidas como as diferentes fácies da Formação Tombador, do Grupo Chapada Diamantina. Foi mapeada, uma fácies arenosa interpretada como um paleoambiente de sistema fluvial com rios entrelaçados (Turra, 2014). Os arenitos arcoseanos, de coloração rósea, são formados por grãos subarredondados a subangulosos e granulometria média a grossa, com presença de estratificações cruzadas e marcas de ondas".